# Monaeses austrinus
Monaeses austrinus är en spindelart som beskrevs av Simon 1910. Monaeses austrinus ingår i släktet Monaeses och familjen krabbspindlar. Inga underarter finns listade i Catalogue of Life.